# Záturčie
Záturčie je městská část města Martin. 

## Historie
Patřila mezi nejstarší osady dolního Turca. Záturčie je jednou ze starobylých turčianských obcí, ve kterých byly mýtnice, přepřahací stanice a zájezdní hostince. Poprvé se vzpomíná v listině z roku 1245, kdy se při darování Hostie (Vendégh) vzpomínají dědičné země na levém břehu řeky Turiec. V roce 1255 panovník Béla IV.  uspořádal majetkoprávní poměry v Turci. Jobagión Uzda a jeho čtyři synové přišli k panovníkovi se žádostí, aby jim daroval zem "na níž odpradávna sedí". Panovník je za neznámou sumu peněz a účast na rybaření a lovu obdaroval dědičným právem. Šlo o území Záturčie s výměrou okolo 416 ha.  
Koncem 19. století byly sloučeny obce Dolné Záturčie a Horné Záturčie.
V 1. polovině 20. století se zde začala čerpat minerální voda, známá pod jménem Fatra.
V současnosti se v Záturčie nachází panelákové sídliště.  

## Pamětihodnosti
- Na území Záturčie se nachází Zámeček Záturčie, který se stal národní kulturní památkou. Původně budovaný jako kostel, který se začal stavět v roce 1640, byl v roce 1894 přestavěn na zámeček. Od roku 2002 slouží jako restaurace.
- V Záturčie se nachází i renesanční, tzv. Davidovská kurie ze 17. století, která byla považována za zaniklou – stále však existuje.

## Rodáci
- Oľga Borodáčová (1899–1986), herečka a pedagožka
- Ján Kalinčiak (1822–1871), spisovatel a básník